# Joe Lapchick
Joseph Bohomiel Lapchick, detto Joe (Yonkers, 12 aprile 1900 – Monticello, 10 agosto 1970), è stato un cestista e allenatore di pallacanestro statunitense, professionista nella ABL, nella BAA e nella NBA.

## Palmarès

### Giocatore
- 4 volte campione ABL (1927, 1928, 1929, 1930)

### Allenatore
- 4 volte campione NIT (1943, 1944, 1959, 1965)
- 3 volte allenatore all'NBA All-Star Game (1951, 1953, 1954)